# جائزة بريطانيا الكبرى 1970
جائزة بريطانيا الكبرى 1970 هو سباق فورمولا 1 أقيم بتاريخ 18 يوليو 1970 في كنت، إنجلترا. كان السابع من أصل 13 في بطولة العالم لسباقات الفورمولا واحد موسم 1970. فاز به النمساوي يوخن ريندت.